# Не відступати і не здаватися
Не відступати і не здаватися (англ. No Retreat, No Surrender) — американський бойовик 1986 року.

## Сюжет
Хлопчина, що вивчає східні єдиноборства і мріє стати чемпіоном, вступає в боротьбу з кримінальниками і шпаною й заробляє спершу лише синці й глузування оточуючих. Але в нагороду за виявлену силу духу, наполегливість і наполегливу роботу на тренуваннях до сьомого поту, йому починає протегувати і навчати його всім секретам майстерності дух самого Брюса Лі. І, поборовшись у великому турнірі з грізним російським супротивником, молодий американський кікбоксер сенсаційно, всупереч очікуванням глядачів і прогнозам фахівців, перемагає.

## У ролях
| Актор            | Роль              |
| ---------------- | ----------------- |
| Курт МакКінні    | Джейсон Стіллвелл |
| Жан-Клод Ван Дам | Іван Крашинський  |
| Дж.В. В.         | Р.Дж. Медісон     |
| Кеті Сайлено     | Келлі Рейлі       |
| Таі Чунг Кім     | Сенсей Лі         |
| Кент Ліпем       | Скотт             |
| Рон Понел        | Айан Рейлі        |
| Дейл Джейкобі    | Дін Рамсей        |
| Пітер Каннінгем  | Френк Петерс      |
| Тімоті Д. Бейкер | Том Стіллвелл     |
| Глорія Марзіано  | місіс Стіллвелл   |
| Джо Венс         | агент             |
| Фарід Панахі     | помічник 1        |
| Том Гарріс       | помічник 2        |
| Джон Ендес       | бос               |
| Марк Захаратос   | боєць 1           |
| Ті Мартінез      | боєць 2           |
| Боб Джонен       | ведучий бою       |
| Денніс Парк      | рефері            |
| Алекс Стельтер   | суддя             |
| Гарольд Енджел   | суддя             |

| Актор             | Роль                        |
| ----------------- | --------------------------- |
| Джеррі Коул       | суддя                       |
| Кен Файастоун     | суддя                       |
| Вейн Йі           | суддя                       |
| Чарлі Спаркс      | батько Скотта               |
| Лінетта Велш      | приятелька Келлі            |
| Керін Баджер      | приятелька Келлі            |
| Тіна Еріксон      | приятелька Келлі            |
| Корі Джордан      | друзі Діна                  |
| Нейл Розбаруч     | друзі Діна                  |
| Джордж Мейсон     | хуліган 1                   |
| Роберт Віллео     | хуліган 2                   |
| Дейв Робінсон     | хуліган 3                   |
| Кіт Стрейндж      | хуліган 4                   |
| Ракінс МакКінлі   | брейктацівник               |
| Роз МакКінлі      | брейктацівник               |
| Джемі Красну      | студент каратист            |
| Мішель Красну     | студент каратист            |
| Денніс Кейсі Парк | рефері                      |
| Брендон Пендер    | спаринг-партнер Айана Рейлі |
| Рей-Філліп Сантос | студент каратист            |
| Шеріс Зуло        | шеф                         |

## Цікаві факти
- Фільм присвячений пам'яті Брюса Лі та став дуже популярним серед шанувальників східних єдиноборств 80-х.
- Повна версія фільму має хронометраж 95 хвилин.
- Постановником боїв був «Харрісон» Манг Хой.